# Умба
Умба (рос. Умба) — смт у Терському районі Мурманської області Російської Федерації.
Населення становить 4503 особи (2019). Орган місцевого самоврядування — Умбське міське поселення.

## Історія
Згідно із законом від 8 грудня 2004 року органом місцевого самоврядування є Умбське міське поселення.

## Населення
| 1970  | 1979  | 1989  | 2002  | 2009  | 2010  | 2011  |
| ----- | ----- | ----- | ----- | ----- | ----- | ----- |
| 7268  | ↗7699 | ↗8309 | ↘6497 | ↘5442 | ↗5532 | ↘5511 |
| 2012  | 2013  | 2014  | 2015  | 2016  | 2017  | 2018  |
| ↘5334 | ↘5170 | ↘5003 | ↘4908 | ↘4772 | ↘4658 | ↘4578 |
| 2019  |       |       |       |       |       |       |
| ↘4503 |       |       |       |       |       |       |